# Spori jahači
Spori jahači kratki je dokumentarni film o skupini bikera iz sela Vionica u zapadnoj Hercegovini.

## Sadržaj filma
Jimmy, Čuka, Cobra i Branka žive naizgled običnim životom: voze taksi, obrađuju njive, odgajaju djecu, ali svaki trenutak slobodnog vremena posvećuju svojim motorima. Dok Čuka u zajedničkoj garaži od starih olupina stvara moćne choppere, Jimmy na usnoj harmonici, Cobra na gitari i Vlado na didgeridoou sviraju. Branka za to vrijeme šije kožne prsluke, jakne, torbice i vruće hlačice za njihovo sljedeće putovanje. 

## Autori filma
Film je režirao Robert Bubalo, scenarij je napisao Zdenko Jurilj, a producent je Ivan Cigić (MC Media).